# Геллеруп

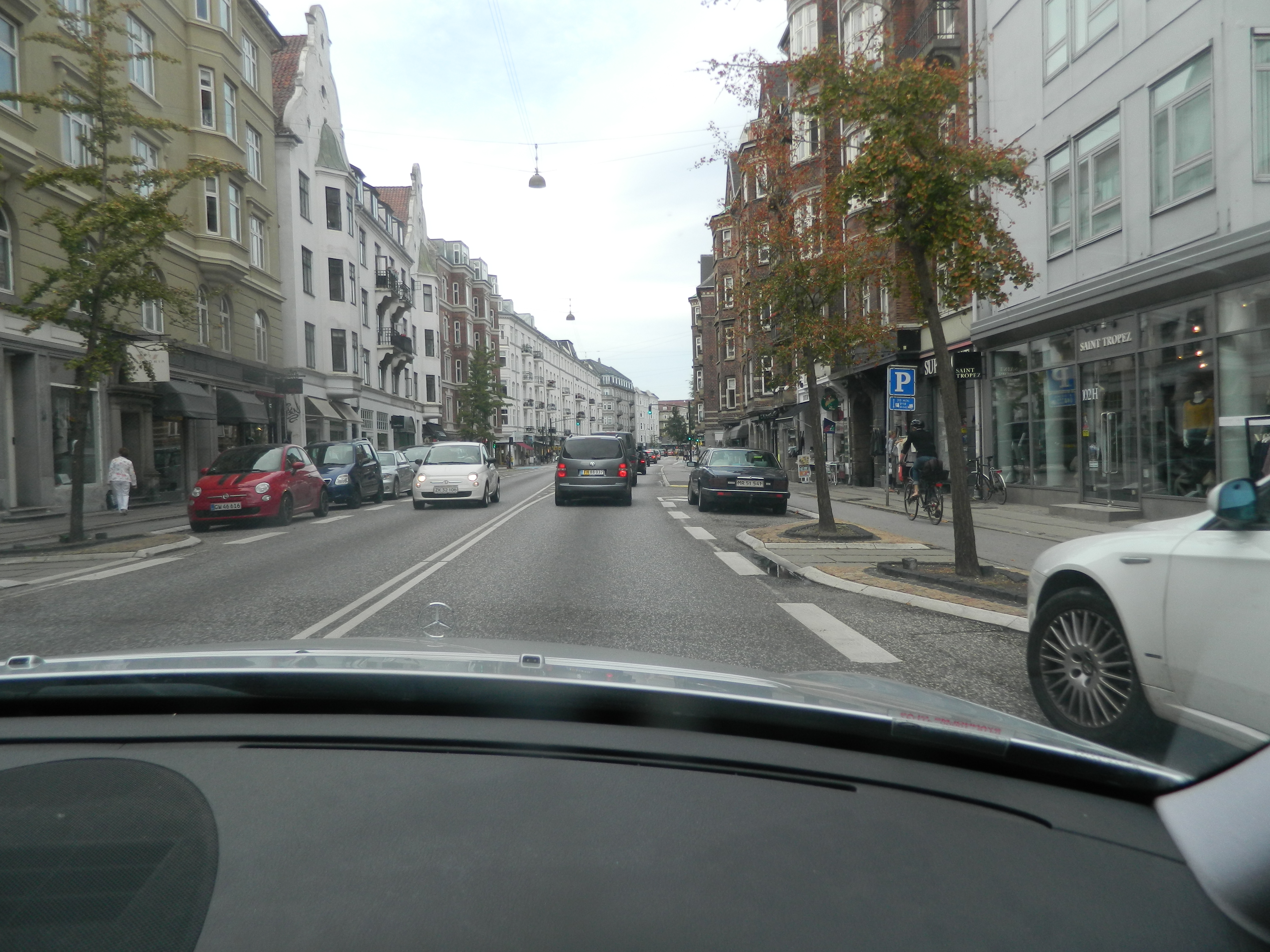
Вулиця Странваєн (Strandvejen) через північний район Копенгагена Геллеруп

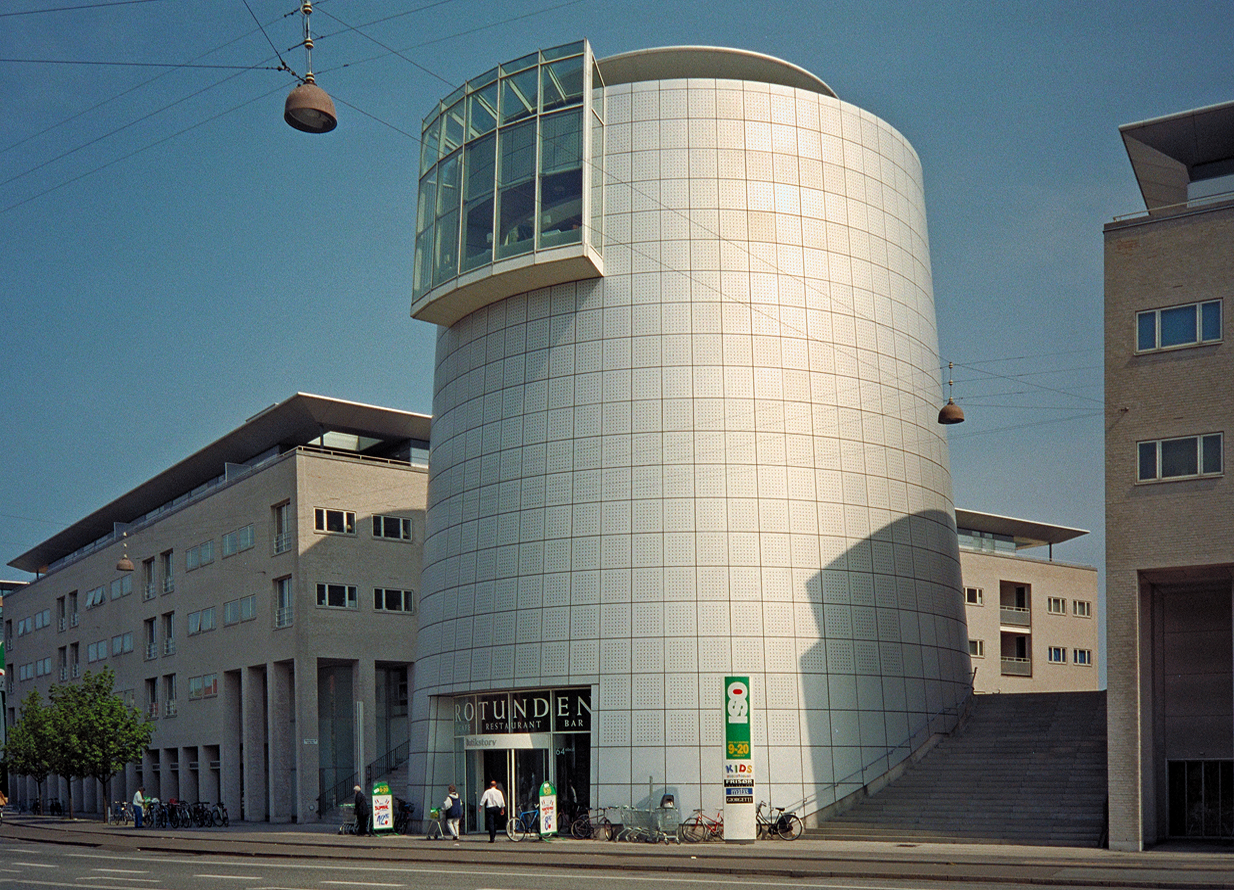
Rotunden на вулиці Странваєн

Геллеруп (данська вимова: [ˈhelˀəʁɔp]) — дуже заможний район муніципалітету Гентофте в передмісті Копенгагена (Данія). Найбільш міська частина району зосереджена на вулиці Странваєн та межує з Естербро на півдні та Ересунном на сході. До нього входить Порт Туборг, реконструйована пивоварня Tuborg Breweries, торговий центр Waterfront, пристань для яхт і штаб-квартири кількох великих компаній. Інші частини району складаються з односімейних окремих будинків. Серед місцевих пам'яток — науковий центр «Експериментаріум» і художній музей Ерегард.

## Географія
З площею приблизно 515 га Геллеруп займає 20 % муніципалітету. На півдні обмежений муніципальним кордоном Копенгагену (Естербро), на сході — з Ересунном, на півночі — з Шарлоттенлунд Форест, на південному заході — Lyngbyvej, на північному заході — дорогою Нільса Андерсенса (Niels Andersens Vej) та Айвінсвай (Eivindsvej).
Станом на січень 2012 року Геллеруп мав населення 18 781 особа, що становило 25 % населення міста.
Поштовий район Геллеруп (2900 Геллеруп) включає дещо більшу територію, оскільки частина Естербро має поштовий індекс 2900 Геллеруп.

## Історія

### Заміські будинки та відкрита місцевість

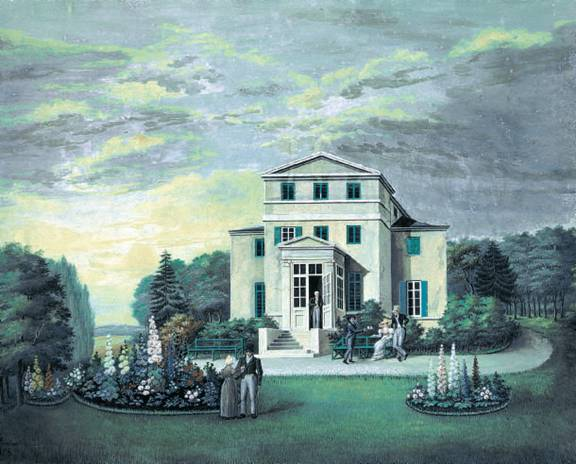
Геллеругорд після 1802 року

Попри назву зі суфіксом -rup, Геллеруп не походить від старого села. У XVIII столітті територія все ще була відкритою сільською місцевістю з розкиданими сільськими будинками. Один із них, Локкеруп, перейменовано на Геллеругорд (Hellerupgård), коли його 1748 року придбав Йоган Давид Геллер. Пізніше він отримав назву сучасного району Геллеруп. Геллеругорд пізніше придбав купець і судновласник Еріх Еріхсеном. 1802 року він доручив французькому архітектору Жозефу-Жаку Раме побудувати новий будинок. Інші заміські будинки — Ерегард, Бліда (Blidah) і Тафелбай (Taffelbay).
Одним із найстаріших володінь у цьому районі був Вартов, колишній водяний млин, який 1566 року придбав Фрідріх II та використовував як мисливський будиночок. 1607 року його перетворено на лікарню для бідних, а після того, як нову лікарню побудували ближче до міста, використовувано як будинок для жебраків. У XVIII столітті його придбав морський офіцер Шарль Фредерік ле Саж де Фонтене та перетворив на заміський будинок.

### Порт і рання промисловість

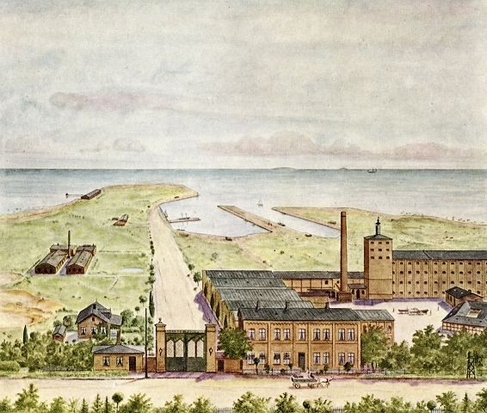
Пивоварня Tuborg із невеликою гаванню на задньому плані, бл. 1880 року

Між 1869 і 1873 роками на узбережжі побудовано порт. Того ж року відбулося урочисте відкриття нової пивоварні Tuborg.

### К.Л.Ібсен і перепланування площі

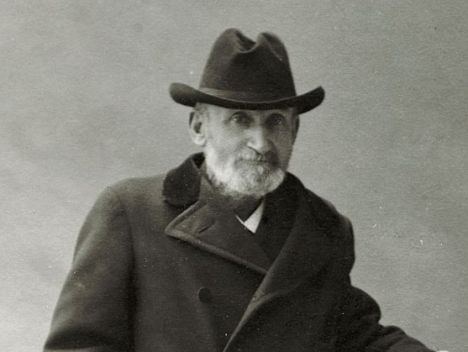
Карл Людвіг Ібсен

1887 року Карл Людвіг Ібсен почав купувати землю в цьому районі з наміром потім продати її частинами. У Геллерупі він придбав Геллеругорд, Малий Марієндаль (Lille Mariendal) і Слукефтер (Slukefter), а в Гентофте — Смаккегорд (Smakkegård), Рюгорд (Rygård), Люнегорд (Lundegård) і Стенгорд (Stengård). Тільки в Геллерупі площа землі склала 37 гектарів. Він також рекультивував територію вздовж узбережжя на північ від пивоварні Tuborg, завдяки чому утворилися три паралельні вулиці: Фредерікевай (Frederikkevej), Марієвай (Marievej) і Кароліневай (Carolinevej). Він не будував на землі сам, а підготував каналізацію та дороги, а потім розпродав її частинами забудовникам та приватним громадянам. У середині 1890-х років почалася реконструкція територій на західному боці Странваєну, внаслідок чого з'явилися вулиці Рюванс Аллі (Ryvangs Allé), Свейнемьоллевай (Svanemøllevej), Келлісенсвай (Callisensvej), Ейлерсвай (Ehlersvej) і Туборгвай (Tuborgvej). 1893 року поруч із пивоварнями Tuborg відкрито новий газовий завод Странвей (Strandvejsgasværket). У багатьох нових будинках були туалети та електрика.
1916 року Ібсен передав решту землі компанії A/S De Ibsenske Grunde i Gjentofte Sogn, яка проіснувала до 1945 року.

## Сьогодення
Серед відомих об'єктів у Геллерупі — «Store og Lille Tuborg», що пізніше дала назву пивоварням Tuborg, які відкривалися на цьому місці та працювали до злиття пивоварних компаній із Carlsberg. Станом на 1996 рік це був житловий район із численними квартирами з краєвидом на гавань. Тут також розташовані штаб-квартири кількох данських і міжнародних компаній.
У Геллерупі розташований науковий центр Експериментаріум (Experimentarium).
Прибережна дорога Странваєн проходить через головну магістраль міста, вздовж неї розташовані численні магазини і бутики. Іншими особливостями Странваєн є пляж у парку Шарлоттенлунн і палац Шарлоттенлунн. У Геллерупі також є дві церкви: одну побудовану 1900 року, другу — 1959 року.
1936 року тут засновано студію ASA Film, яка випустила деякі з найвідоміших фільмів у Данії.

## Освіта
У Геллерупі розташовані:
- державна школа Транеґорсколен (Tranegårdskolen). Серед інших її відвідують четверо дітей короля і королеви Данії[коли?][6].

- Міжнародна школа Ригаард[en].
- Геллерупська школа, яку називають школою майбутнього частково через відкрите планування, міжнародні контакти та проєктну освіту. В ній, у співпраці зі Старою геллерупською гімназією, також пропонують 5-річну програму з математики та природничих наук.

- Стара геллерупська гімназія (Gammel Hellerup Gymnasium) — державна середня школа, яку від 2018 до 2021 року відвідував принц Данії Фелікс.

- Ерегардська гімназія[da], заснована 1903 року як Школа Плокросса. 1919 року школу підпорядковано муніципалітету Гентофте та перейменовано на Ерегардську гімназію. 1924 року школа переїхала в нову головну будівлю, яку спроєктували архітектори Г. Б. Хаген та Едвард Томсен[7].

## Відомі люди

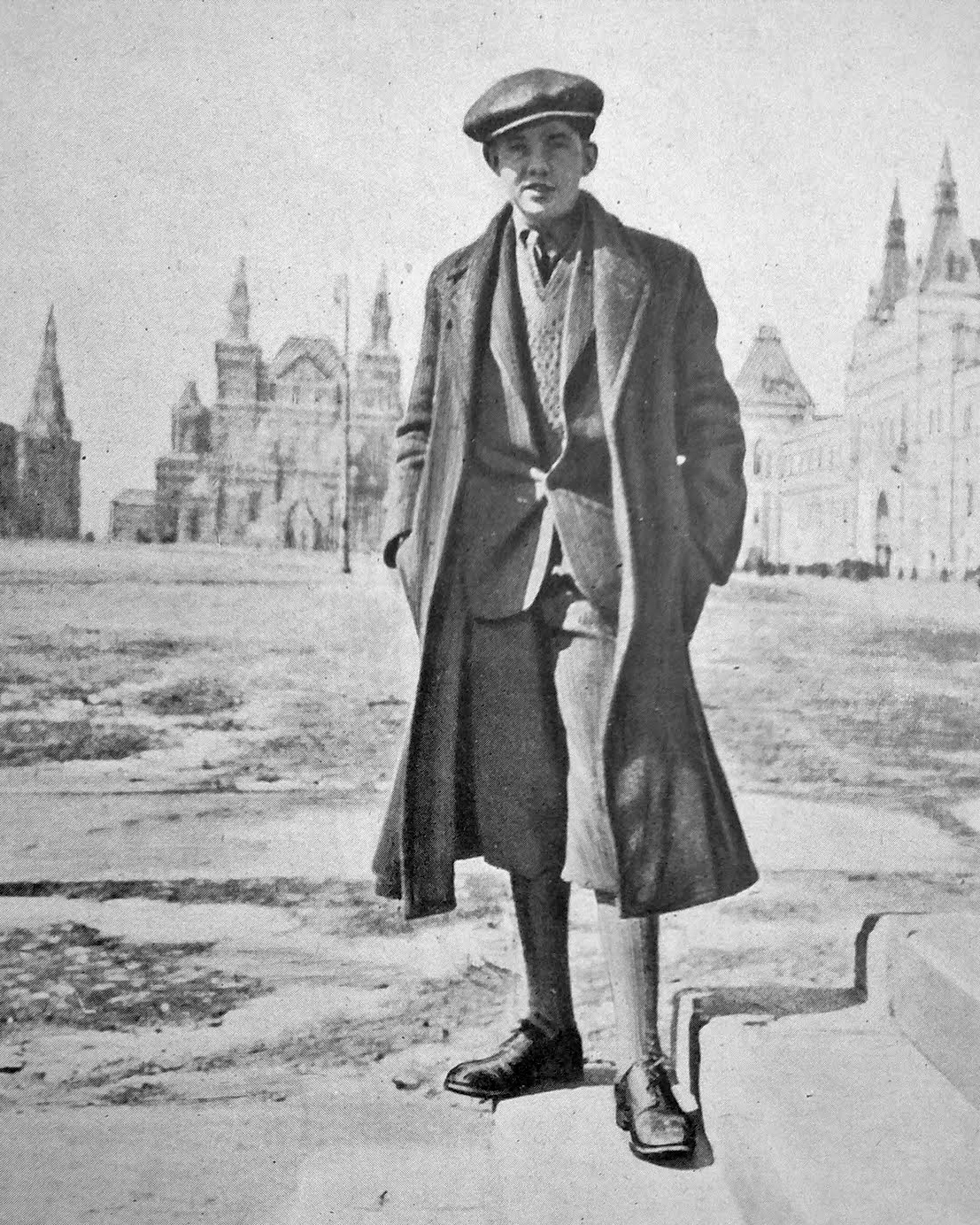
Палле Гульд, 1928 рік

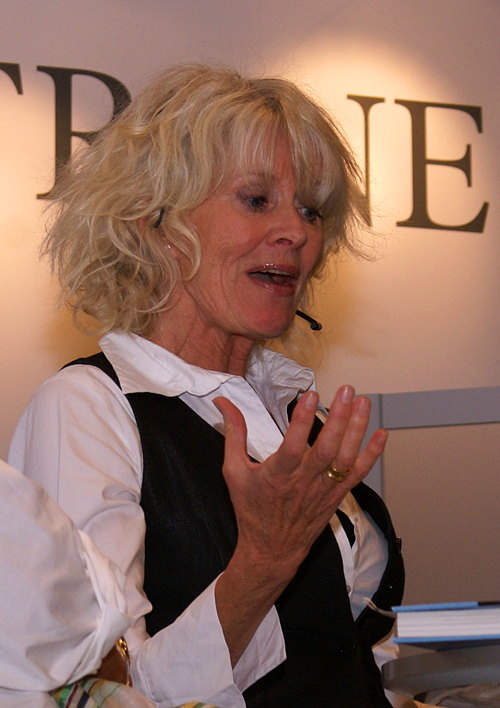
Лісбет Лундквіст, 2008

### Мистецтво та розваги
- Фредерік Сьодрінг[en] (1809—1862, Геллеруп) — данський пейзажист
- Лоренц Фрьоліх[en] (1820—1908, Геллеруп) — данський художник, ілюстратор, графік і гравер
- Клара Вевер[en] (1855—1930, Геллерупі) — данська вишивальниця
- Каріна Белл[en] (1898, Геллеруп — 1979) — данська кіноакторка[8]
- Палле Гульд[en] (1912, Геллеруп — 2010) — данський кіноактор і письменник[9]
- Сіґрід Горн-Расмуссен[da] (1915, Геллеруп — 1982) — данська театральна та кіноакторка[10]
- Ганс-Генрік Краузе[da] (1918, Геллеруп — 2002) — данський актор і кінорежисер[11]
- Поуль Бунгаард[da](1922, Геллеруп — 1998) — данський актор[12]
- Біргіт Садолін[da] (нар. 1933, Геллеруп) — данська акторка[13]
- Фінн Ааб'є[fr] (нар. 1935, Геллеруп) — кінопродюсер, колишній директор Данського інституту кінематографії[14]
- Ларс Блох[de] (нар. 1938, Геллеруп) — данський актор і продюсер[15]
- Лісбет Лундквіст[da] (нар. 1943, Геллеруп) — данська кіноакторка[16]
- Генрік Пріп[da] (нар. 1960, Геллеруп) — данський актор[17]
- Педе Бі[da] (справжнє ім'я — Пітер Анк'єр Бігаард; нар. 1984, Геллеруп) — данський репер
- Стіне Фішер Крістенсен (1985) — данська акторка[18]
- Леонора (справжнє ім'я — Леонор Колмор Джепсен; нар. 1998, Геллеруп) — данська співачка та колишня фігуристка

### Громадська діяльність і бізнес

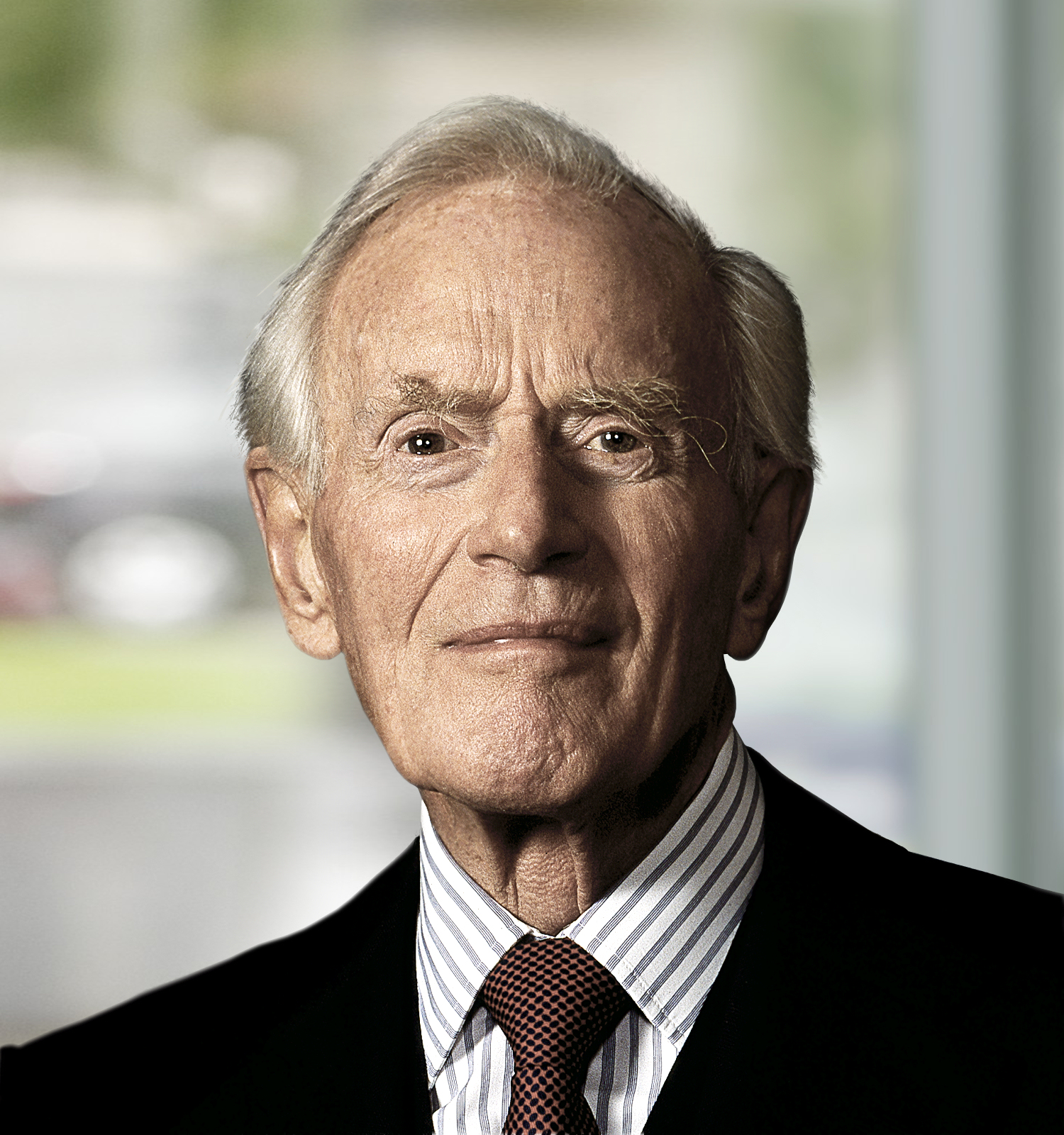
Мерск Маккінні Меллер

- Готер А. Палудан[da] (1871—1956, Геллеруп) — данський архітектор і державний службовець
- Крістіан Фредерік фон Шальбург (1906—1942) — офіцер данської армії, другий командувач Вільного корпусу СС «Данмарк», жив у Геллерупі в 1920-х роках
- Віра Шальбург[en] (1907—1946) — радянська, німецька і британська агентка, жила в Геллерупі в 1920-х роках
- Мерск Маккінні Меллер (1913, Геллеруп — 2012) — данський судноплавний магнат і найбагатша людина Данії
- Карл Ґустав Стрікер Брьондстед[da] (1915, Геллеруп — 1945) — учасник данського руху опору, страчений німецькою окупаційною владою

### Спорт
- Ганс Б’єррум[da] (1899, Геллеруп — 1979) — данський хокеїст на траві, командний срібний призер літніх Олімпійських ігор 1920 року, пізніше заснував компанію Bierrum[en], яка виробляє бетонні градирні
- Йорген Ульріх[da] (1935, Геллеруп — 2010) — данський тенісист
- Торбен Піхнік (нар. 1963, Геллеруп) — колишній данський професійний футболіст, провів понад 400 матчів
- Пауль Ельвстрем (нар. 1928, Геллеруп) — данський моряк, який виграв чотири золоті олімпійські медалі та двадцять титулів чемпіона світу в різних класах, серед них Снайп, Солінг, Стар, Летючий голландець, Фін, 505 і 5,5 метрів. За ці досягнення його обрано «Данським спортсменом століття».
- Ніколас Бір[de] (нар. 1996, Геллеруп) — данський автогонщик

### Наука
- Оге Бор (1922—2009, Геллеруп) данський фізик, лауреат Нобелівської премії з фізики 1975 року. Син всесвітньо відомого фізика Нільса Бора.
- Андреас Могенсен (нар. 1976) данський астронавт та інженер. Перший данець у космосі
- Гольґер Педерсен (1867—1953, Геллеруп) — данський мовознавець
- Карл Ґуннар Фейлберг[en] (1894—1972, Геллеруп) — данський географ, етнограф і дослідник Азії
- Ліс Якобсен[en] (1882—1961, Геллеруп) — данська філологиня, археологиня і письменниця